# お願い神サマ!
『お願い神サマ!』（おねがいかみサマ!）は、守姫武士による日本の4コマ漫画。芳文社発行の『まんがタイムきららMAX』で2009年9月号、10月号とゲスト掲載された後、2010年1月号から2012年1月号にかけて連載された。単行本は全2巻。

## 作品概要
ふとしたことがきっかけで知り合った綴原柚梨子と夏目美優。「お姉様」に憧れていた柚梨子は、理想の「妹」である美優に想いを伝えようとするも、うまく伝わらずいつも空回りしてばかり。それでも少しずつではあるが確実に距離を縮めていく…。そんな可愛らしくもちょっと残念な2人の世界を描いた作品。
極力2人以外の人物を登場させないようにして話を進めており、1巻においては第1話で、柚梨子のクラスメイトと思われる人物2人が2コマ登場したのみである。
第1巻発売時にとらのあなでの購入者限定で配布された小冊子によると、当初の設定として「お金の力で生徒会長になった柚梨子が、はやりお金の力をつかって好きな生徒（美優）を買う」というのを考えていたという。

## 登場人物
綴原 柚梨子（つづりはら ゆずりこ）
お嬢様学校に通う2年生。「アリマさんが見つめてる」の大ファンでその作品に憧れて妹をほしがっていた。そんなある日、雑誌の懸賞で当てたロザリオをうっかり投げ捨ててしまい、それを美優が拾ったことがきっかけで知り合い、友達となる。
美優に対して特別な感情を持っているようで、様々な方法（主に「アリマさん〜」の告白シーンを真似るなどで想いを伝えようとするも、ほとんど上手くいったためしがない。
実家は資産家らしく、自宅の庭が山ひとつ分あり、巡回バスも走っており学校の敷地より広い、駅から従業員用のバスが出ている、個人部屋がお城である、などスケールが桁外れに大きい。
野菜が苦手。
夏目 美優（なつめ みゆ）
柚梨子と同じ学校に通う一年生。柚梨子のロザリオを拾ったことがきっかけで友達となる。
普通の一般家庭に育ち。勉強・スポーツともに成績優秀なしっかり者で、年上であるが何かと暴走しがちな柚梨子に対しても「めっ！」嗜めることができる。
柚梨子に対しては、基本的に「憧れの人」という目で見ている。そのためか、柚梨子の想いにはいまいち気づいていない様子。ただ柚梨子の明るい表情などにときめいたりすることはある。
妹がいる。

### アリマさんが見つめてる
柚梨子の愛読書であるコミック作品。月刊「セピア」に連載中でアニメも放送されているが時間変更が多い。柚梨子の同作品に対する熱愛ぶりは自宅の敷地内に舞台を再現した施設がある、メイド用・親戚用・各部屋ごと用等、各巻500冊所蔵しているなどからも見て取れる。
単行本第1巻冒頭にある登場人物紹介欄では「アリマ様がみてる」と誤植されている。

## 書籍情報
- 守姫武士 『お願い神サマ！』 芳文社〈まんがタイムKRコミックス〉、全2巻
  1. 2010年12月12日第1刷発行（2010年11月27日発売）、ISBN 978-4-8322-7965-0
  2. 2012年1月10日第1刷発行（2011年12月26日発売）、ISBN 978-4-8322-4096-4